# Монако на летних Олимпийских играх 1920
Команда Монако принимала участие в Летних Олимпийских играх 1920 года в Антверпене (Бельгия) в первый раз за свою историю, но не завоевала ни одной медали.

## Участники

### Прыжки в длину
В прыжках в длину Эдмон Медесин из Монако занял 21-е место в отборочном раунде с прыжком 6,035 м (19'93⁄8″).

### Легкая атлетика
Эмиль Барраль представлял Монако в 1920 году в беге на 800 метров.Он занял в своём четвертьфинале 7 место и дальше не прошёл.

### Художественная гимнастика
- Жозеф Гроветто и Мишель Порассо представляли Монако в индивидуальных соревнованиях по гимнастике.Гроветто занял 22 место с результатом 74.10, а Порассо-12 место с результатом 81.40